# Léxico da língua portuguesa

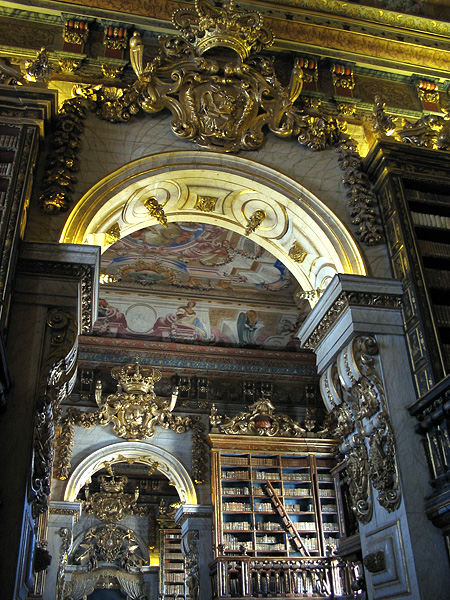
Biblioteca em estilo barroco da Universidade de Coimbra.

O Dicionário Houaiss da Língua Portuguesa, com cerca de 228 500 entradas, 376 500 acepções, 415 500 sinónimos, 26 400 antónimos e 57 000 palavras arcaicas, é um exemplo da riqueza do léxico da língua portuguesa. Segundo um levantamento feito pela Academia Brasileira de Letras, a língua portuguesa tem atualmente cerca de 356 mil unidades lexicais. Essas unidades estão dicionarizadas no Vocabulário Ortográfico da Língua Portuguesa.
A maior parte do léxico do Português é derivado do latim, já que o português é uma língua românica. No entanto, por causa da origem celta de Portugal e a participação do país na Era dos Descobrimentos, adotou palavras de todo o mundo. No século XIII, por exemplo, o léxico do português tinha cerca de 80% de suas palavras com origem latina e 20% com origem pré-romana[carece de fontes?] sobretudo céltica, germânica e árabe. Atualmente, a língua portuguesa ostenta no seu vocabulário termos provenientes de diferentes idiomas como o tupi, o quicongo, o quimbundo, o umbundo, o provençal, o holandês, o hebraico, o persa, o quíchua, o chinês, o turco, o japonês, o alemão, o russo, o inglês, o francês, o espanhol e o italiano. 

## Influência estrangeira
Relativamente poucas palavras em português têm origem identificavel até aos habitantes pré-romanos de Portugal, que incluíam os galaicos, lusitanos, célticos e cónios.  Alguns exemplos notáveis são as palavras pré-romanas abóbora, bezerro e outras, que têm origem no idioma celtibérico; com mais de mil palavras comuns, como cerveja e cervejaria (através do latim cervisia), e do céltico, amieiro, brejo, brejeiro, carro, caminho, colmeia, galhardete, garra, agarrar, menino, petisco, petiscar, rego, saia, seara, tojo, trevo, varanda, vereda.
No século V, a galécia e lusitania foi conquistada pelos germânicos suevos e godos. Esses povos adotaram a civilização romana e a sua linguagem, no entanto também contribuíram com palavras ao léxico português, tais como espora, estaca, guerra, laverca, brita, marco, maga, esmagar, brêtema, gabar, fita, sá, do Suevo e Godo. A influência germânica também existe em sobrenomes toponímicos e patronímicos de suevos e godos como Gondomar de Gundemari, Baltar de Baltarii, Sandiães genitivo germânico do nome Sindila, Sa, Saa, Sas, Sá que derivam da palavra germânica sal – "casa, átrio", Ermesinde, Esposende e Resende, onde sinde e sende, são derivados do germânico sinths (expedição militar). No caso de Resende, o prefixo re vem do germânico reths (conselho).
Entre os séculos IX e XIII, o português adquiriu cerca de 800 palavras do árabe, devido a influência moura na Iberia. Estas são muitas vezes reconhecidos pelo artigo inicial árabe a(l) e incluem palavras comuns, como aldeia de الضيعة (aldai`a), alface de الخس (alkhass), armazém de المخزن (almakhzan) e azeite de الزيت (azzait). O nome da moeda moçambicana, metical, é derivada da palavra متقال (mitqāl), uma unidade de peso. A palavra Moçambique em si é proveniente do nome árabe do sultão Muça Alebique (Musa Alibiki)..
Por Castela, e depois Espanha, ser o maior reino da Ibéria, o português naturalmente acabou sendo influenciado pelo castelhano. Vários escritores portugueses também escreveram em castelhano, e hoje várias palavras cotidianas da língua portuguesa têm origem hispânica, como agachar, arranhar, borracha, churrasco, geringonça, moreno, panturrilha e pescoço.

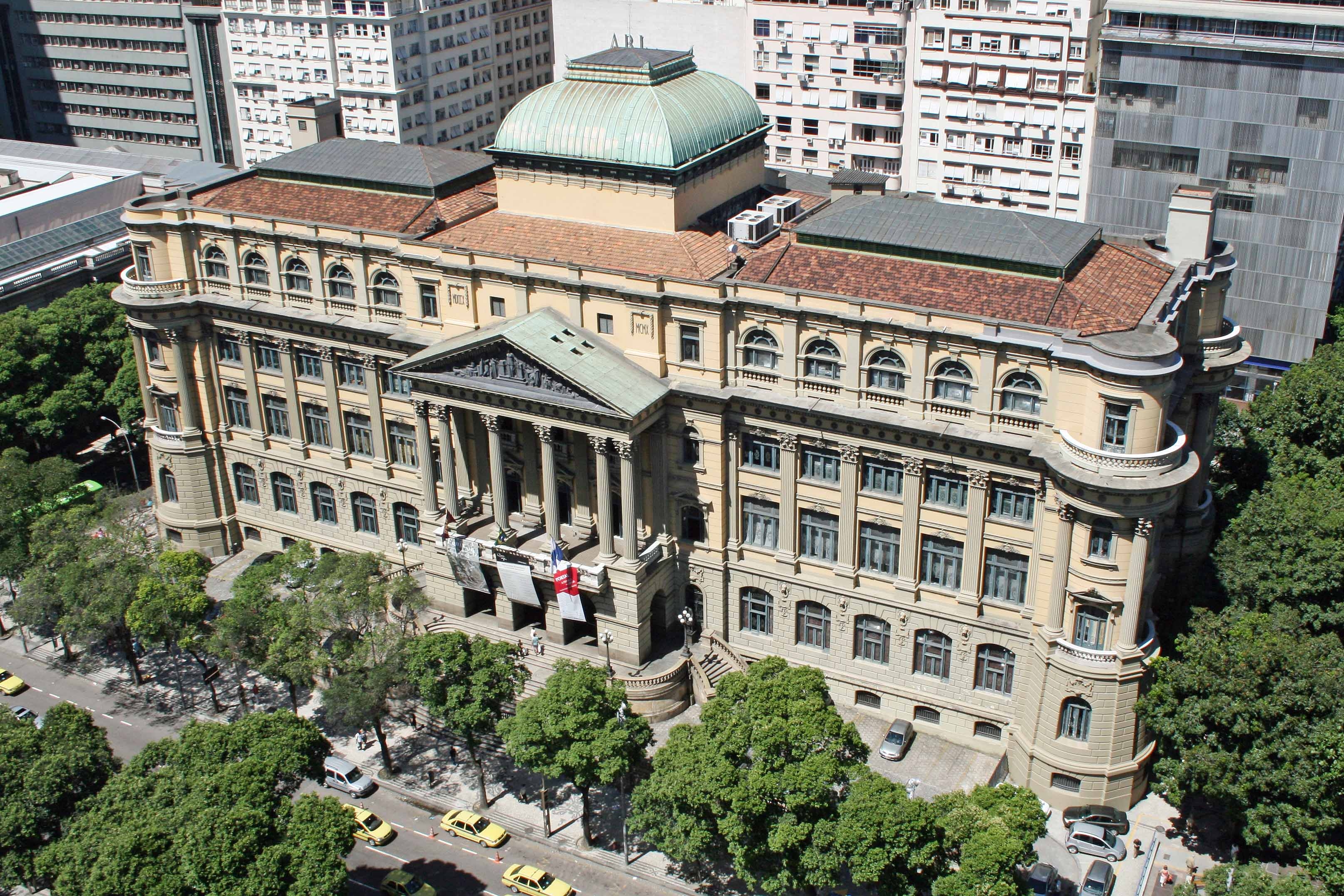
Biblioteca Nacional do Brasil, no Rio de Janeiro, a maior da América Latina.

No século XV, as explorações marítimas portuguesas levaram à introdução de estrangeirismos de muitas das línguas asiáticas. Por exemplo, catana do japonês katana e chá do chinês chá.
Da América do Sul veio a palavra batata do taíno, ananás e abacaxi do tupi-guarani naná e do tupi ibá cati, respectivamente (duas espécies de abacaxi), e tucano do guarani tucano.
Do século XVI ao XIX, por causa do papel de Portugal como intermediário no comércio de escravos no Atlântico, e o estabelecimento de grandes colônias portuguesas em Angola, Moçambique e Brasil, o português sofreu influência de vários idiomas africanos e ameríndios, especialmente para os nomes da maioria dos animais e plantas encontrados nesses territórios. Embora esses termos sejam usados principalmente nas ex-colónias, muitos se tornaram usados no português europeu também. Do kimbundu, por exemplo, veio cafuné de kifumate, caçula de kusula, marimbondo e bungular de kubungula.
Finalmente, o idioma português recebeu, no decorrer dos anos, um fluxo constante de estrangeirismos doutros idiomas europeus. Por exemplo: melena, fiambre e castelhano vieram do  espanhol  ; do     francês     vieram crochet, paletot, bâton e filet; do     italiano     vieram maccherone, piloto e carrozza; e do   inglês, beef, football, revolver, stock e folklore.